# Pristaulacus rufipes
Pristaulacus rufipes är en stekelart som beskrevs av Günther Enderlein 1912. Pristaulacus rufipes ingår i släktet Pristaulacus och familjen vedlarvsteklar. Inga underarter finns listade i Catalogue of Life.